# Carlos Elizondo
Carlos Elizondo là một nhà hoạch định sự kiện và trợ lý chính trị người Mỹ, người được chỉ định trở thành Thư ký Xã hội Nhà Trắng vào năm 2021. Elizondo trước đây từng là trợ lý đặc biệt và thư ký xã hội cho Joe Biden và Jill Biden trong chính quyền Obama.

## Đầu đời và giáo dục
Một người gốc ở Harlingen, Texas. Elizondo lấy bằng Cử nhân Nghệ thuật về nghiên cứu tiếng Tây Ban Nha và Mỹ Latinh tại Cao đẳng Giáo hoàng Josephinum.

## Sự nghiệp
Từ năm 2009 đến 2017, Elizondo từng là Trợ lý Đặc biệt của Tổng thống Barack Obama và là Thư ký Xã hội của Phó Tổng thống Joe Biden và Đệ nhị phu nhân Jill Biden. Với vai trò này, ông đã lên kế hoạch và quản lý tất cả các sự kiện do Biden và gia đình ông tổ chức, bao gồm các chuyến thăm của các nhà lãnh đạo thế giới, các thành viên Quốc hội và những vị khách cấp cao khác. Bên ngoài chính phủ, Elizondo làm giám đốc các sự kiện tại Đại học Georgetown và quản lý các hoạt động và giao thức tại Walt Disney World.
Vào ngày 20 tháng 11 năm 2020, sau khi giành chiến thắng trong cuộc bầu cử tổng thống, Biden bổ nhiệm Elizondo làm Thư ký Xã hội Nhà Trắng của mình.

## Đời tư
Elizondo là người gốc Tây Ban Nha và là một phần của cộng đồng LGBT. Ông sống ở Washington, D.C. với bạn đời của mình.